# Survivor Series (1989)
Survivor Series (1989) – trzecia edycja corocznej gali pay-per-view Survivor Series, która została wyprodukowana przez World Wrestling Federation. Miała miejsce 23 listopada 1989 (w Dzień Dziękczynienia w Stanach Zjednoczonych) w Rosemont Horizon w Rosemont, Illinois. Było to pierwsze Survivor Series, na którym drużyny miały przybrane nazwy i posiadały czterech członków.
Walką wieczoru był four-on-four Survivor Series match, w którym The Ultimate Warriors (WWF Intercontinental Champion The Ultimate Warrior, The Rockers (Shawn Michaels i Marty Jannetty) oraz Jim Neidhart) pokonali The Heenan Family (Bobby’ego Heenana, The Colossal Connection (André the Gianta i Haku) oraz Arna Andersona). W karcie walk znalazły się również cztery inne Survivor Series matche.

## Przygotowania do gali
W głównej rywalizacji zmierzyli się The Ultimate Warriors (WWF Intercontinental Champion Ultimate Warrior, The Rockers (Shawn Michaels i Marty Jannetty) i Jim Neidhart) oraz The Heenan Family (The Colossal Connection (André the Giant i Haku) oraz The Brain Busters (Arn Anderson i Tully Blanchard)). Bobby Heenan był bardzo popularnym heelowym menadżerem, który prowadził wiele heelowych wrestlerów na sam szczyt federacji, a feudowali oni z face'owymi wrestlerami. Ultimate Warrior został umieszczony w feudzie z klientem Heenana Rickiem Rudem, który zaczął się na Royal Rumble, kiedy to Warrior wygrał konkurs pozowania z lepszą reakcją fanów, po czym Rude go zaatakował. Rywalizowali ze sobą do lata tego roku, każdy po razie pokonał drugiego o Intercontinental Championship. The Rockers byli w feudzie z Brain Busters, który również zaczął się na początku 1989, a dokładniej 30 stycznia 1989 na edycji Prime Time Wrestling, gdzie The Brain Busters spotkali się z The Rockers. W walce, The Brain Busters brutalnie pokonali Rockers, kiedy to Anderson dodatkowo przytrzymał nogę Jannetty’ego podczas przypięcia Blancharda. The Rockers i Brain Busters zawalczyli ze sobą w rewanżu 11 marca na edycji Saturday Night’s Main Event, który zakończył się podwójnym wyliczeniem. Zostali oni dodani do walki wieczoru Survivor Series w przeciwnych drużynach.
The Honky Tonk Man zaczął rywalizację z Dustym Rhodesem w środku 1989, co skulminowało się w walkę na SummerSlam, którą Dusty wygrał. Rhodes i Honky kontynuowali swoją rywalizację, która doprowadziła do walki na Survivor Series. Rhodes miał być kapitanem Dream Team, podczas gdy Honky stał się częścią The Enforcers. Akeem, jeden z The Twin Towers pokonał Brutusa Beefcake’a w kwalifikacyjnej walce turnieju King of the Ring 14 października, co doprowadziło do feudu pomiędzy Beefcakem i Twin Towers. Beefcake dołączył do drużyny Dusty’ego, podczas gdy Twin Towers stali się kapitanami Enforcers. Tito Santana i Rick Martel, byli partnerzy ze Strike Force zaczęli rywalizację od WrestleManii V, na której Martel przeszedł heelturn zostawiając Santanę w ringu przeciwko Brain Busters (Arnowi Andersonowi i Tully’emu Blanchardowi). Na summerSlam, Martel i The Fabulous Rougeaus (Jacques i Raymond Rougeau) pokonali Santanę i The Rockers. Martel stał się członkiem The Enforcers, podczas gdy Santana i The Red Rooster został dodany do The Dream Team.
Randy Savage przeszedł heelturn na początku 1989, kończąc współpracę z Hulkiem Hoganem jako The Mega Powers. Pokonał on Jima Duggana zdobywając tytuł „Króla Wrestlingu”, zaczynając z nim rywalizację. Greg Valentine i Ronnie Garvin rywalizowali ze sobą już od 30 grudnia 1988, gdzie w Madison Square Garden Valentine nieczysto z nim wygrał. 22 kwietnia 1989 na odcinku Superstars, Garvin pokonał Valentine’a. Podczas następnej edycji Superstars, ta dwójka zawalczyła w retirement matchu, gdzie przegrany nie mógł już więcej zawalczyć w WWF. Valentine wygrał walkę, wysyłając Garvina na emeryturę. Garvin stał się sędzią w WWF. W tym czasie, atakował wielu wrestlerów, którzy go fizycznie prowokowali, w tym Valentine’a w jego walce z Jimmym Snuką, lecz po owej walce został zawieszony. Valentine zaczął również rywalizować z Herculesem, co doprowadziło do walki tej dwójki na SummerSlam, gdzie Valentine pokonał Herculesa po przypięciu go z pozostawieniem stóp na linach. Garvin był specjalnym konferansjerem walki i nie tylko nie ogłosił Valentine’a jako zwycięzcę, ale również ogłosił Herculesa jako zwycięzcę przez dyskwalifikację. Valentine’a to zirytowało i nakazał Garvinowi aby powrócił do czynnego występowania w ringu, żeby skonfrontował się z nim w kolejnym rewanżu. Garvin i Hercules zostali dodani jako członkowie 4x4s na Survivor Series, zaś Valentine stał się członkiem King’s Court. Dino Bravo był zaangażowany w rywalizację z Bretem Hartem. Na Royal Rumble, Jim Duggan, Hart i Jim Neidhart pokonali Bravo i The Fabulous Rougeaus w two out of three falls matchu, więc Bravo stał się członkiem King’s Court, zaś Hart przeciwnej drużyny.
Hulk Hogan wystartował w sfinansowanym przez WWF filmie No Holds Barred, gdzie był on bohaterem nazwanym Rip. Tom Lister Jr. wystąpił jako rywal Ripa, Zeus, który został przez Ripa pokonany. WWF postanowiło wdrążyć rywalizację do swoich programów WWF. Lister ponownie otrzymał przydomek Zeus, który pragnął zemsty na Hoganie za to co się stało w filmie. Zadebiutował on 27 maja 1989 na edycji Saturday Night’s Main Event, tuż przed walką Hogana z Big Boss Manem o WWF World Heavyweight Championship w steel cage'u. Menedżer Boss Mana, Slick, przedstawił go publice. Zeus zaatakował Hogana podczas jego wejściówki. Rywalizacja była kontynuowana na SummerSlam, gdzie Hogan i Brutus Beefcake pokonali Randy’ego Savage’a i Zeusa. Zeus został dodany jako członek drużyny Million $ Team przeciwko drużynie Hogana Hulkamaniacs na Survivor Series. Na WrestleManii V, Ted DiBiase próbował ukraść węża Damiena należącego do Jake’a Robertsa podczas jego walki z André the Giantem, zaczynając rywalizację pomiędzy Robertsem i DiBiasem. Roberts pokonał menadżera DiBiasego Virgila na Superstars, lecz po walce DiBiase go kontuzjował na kilka miesięcy. Roberts powrócił pod koniec 1989 i stał się członkiem drużyny Hulkamaniacs. Demolition (Ax i Smash) mieli push jako heelowy tag team w WWF w 1988 pod przewodnictwem Mr. Fujiego. Silniejszy i mocniejszy face'owy tag team The Powers of Pain (The Warlord i The Barbarian) zadebiutowali w lecie 1988 i wyzwali Demolition do walki o WWF Tag Team Championship. Na Survivor Series, Fuji rozproszył Demolition, co pozwoliło ich wyeliminować z Survivor Series matchu i dołączył do The Powers of Pain, który dzięki temu przeszli heelturn, zaś Demolition faceturn. Na WrestleManii V, Demolition pokonało Powers of Pain i Mr. Fujiego w handicap matchu, broniąc mistrzostw, a ostatecznie dołączyli do Hulkamaniacs na Survivor Series, zaś ich rywale do Million $ Teamu.
Na SummerSlam, Roddy Piper zainterweniował w walce Ricka Rude’a z Ultimate Warriorem o WWF Intercontinental Championship i rozproszył Rude’a, przez co ten stracił tytuł na rzecz rywala. Doprowadziło to do kolejnego Survivor Series matchu, zaś ta dwójka stała się kapitanami swoich drużyn. Drużyna Rude’a została nazwana „Rude Brood”, zaś Pipera „Roddy's Rowdies”. Jimmy Snuka dołączył do drużyny Pipera, a Mr. Perfect do przeciwnego ugrupowania. The Bushwhackers (Butch i Luke) rywalizowali z The Fabulous Rougeaus (Jacques’em i Raymondem Rougeau) na początku 1989. Na WrestleManii pierwsza drużyna zwyciężyła, a na Survivor Series dołączyli kolejno do Roddy's Rowdies i Rude Brood.

## Gala

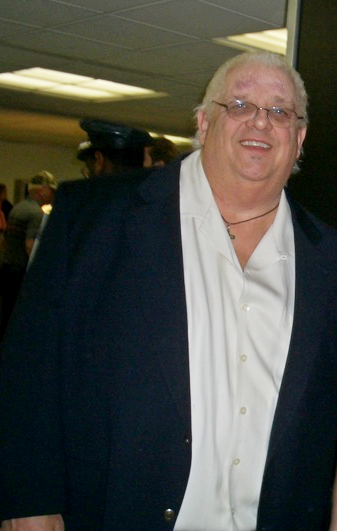
Dusty Rhodes, który był kapitanem drużyny The Dream Team na Survivor Series.

Przed rozpoczęciem gali na pay-per-view, Boris Zhukov pokonał Paula Romę w dark matchu.
| Rola:                   | Osoba:          |
| ----------------------- | --------------- |
| Komentatorzy            | Gorilla Monsoon |
| Komentatorzy            | Jesse Ventura   |
| Konferansjer            | Howard Finkel   |
| Przeprowadzający wywiad | Gene Okerlund   |
| Przeprowadzający wywiad | Sean Mooney     |
| Sędziowie               | Earl Hebner     |
| Sędziowie               | Joey Marella    |
| Sędziowie               | Tim White       |
| Sędziowie               | Mike Chioda     |
| Sędziowie               | John Binella    |
| Sędziowie               | Rene Goulet     |
| Sędziowie               | Shane Stevens   |

Pierwszy Survivor Series match był pomiędzy The Dream Team (Dusty Rhodes, Brutus Beefcake, The Red Rooster i Tito Santana) oraz The Enforcers (Big Boss Man, Bad News Brown, Rick Martel i The Honky Tonk Man). Oryginalnie, tag team partner Boss Mana Akeem miał być częścią The Enforcers, jednakże został zastąpiony przez Browna. Rick Martel i Tito Santana, dwóch byłych partnerów ze Strike Force i obecni rywale rozpoczęli walkę. Martel przypiął Santanę przy pomocy roll-upa, eliminując go i zostawiając w drużynie Dream Team trzech członków. Sapphire zadebiutowała w publiczności kibicując Dusty’emu Rhodesowi. Tak jak w rok temu, Bad News Brown opuścił swoją drużynę po kłótni z Big boss Manem i został odliczony, pozostawiając stan 3-3. Następnie Brutus Beefcake przypiął Honky Tonk Mana po high knee, po czym w heelowej drużynie zostali jedynie Boss Man i Martel. Martel wszedł, ale nie udało mu się wyeliminować Beefcake’a. Ostatecznie role się odwróciły i to Beefcake przypiął Martela po roll-upie. Boss Man jako ostatni członek wszedł i przypiął Red Roostera po Boss Man Slamie. Kapitan swej drużyny, Rhodes, postanowił wejść do ringu i zmierzyć się z Boss Manem, kapitanem przeciwnej. Na koniec walki Rhodes przypiął Boss Mana wykonując mu flying crossbody. Dream Team zwyciężyło, gdzie Rhodes i Beefcake byli jedynymi „ocalonymi”.
W drugim Survivor Series matchu zmierzyli się The King’s Court (Randy Savage, Canadian Earthquake, Dino Bravo i Greg Valentine) oraz 4x4s (Jim Duggan, Bret Hart, Ronnie Garvin i Hercules). Canadian Earthquake zastępował The Widowmakera. Hercules i Earthquake zaczęli pojedynek. Earthquake wykonał rywalowi Earthquake Splash i przypiął, eliminując go z walki. Greg Valentine wszedł i zmierzył się z kapitanem 4x4s, Jimem Dugganem. Duggan wykorzystał swoją większą siłę i wykonał mu three-point stance charging clothesline i przypiął, eliminując go z walki. Dino Bravo zmierzył się z Ronniem Garvinem – Bravo skończył pojedynek z nim wykonując side slam i przypinając go. Następnie Hart wszedł do ringu i użył swoich zdolności aerodynamicznych, lecz poległ przy otrzymaniu Savage Elbowu od kapitana przeciwnej drużyny, Randy’ego Savage’a, po czym został przez niego przypięty. Duggan musiał więc zawalczyć samemu z trzema wrogami. Jednakże, menadżerka Savage’a Queen Sherri zainterweniowała i rozproszyła Duggana. Ten zaś zaczął za nią biec wokół ringu i został odliczony przez sędziego. King’s Court wygrało pojedynek, gdzie Savage, Earthquake i Bravo byli „ocalonymi”. Po walce, Duggan wziął swoją deskę i zaatakował nią trójkę zwycięzców.

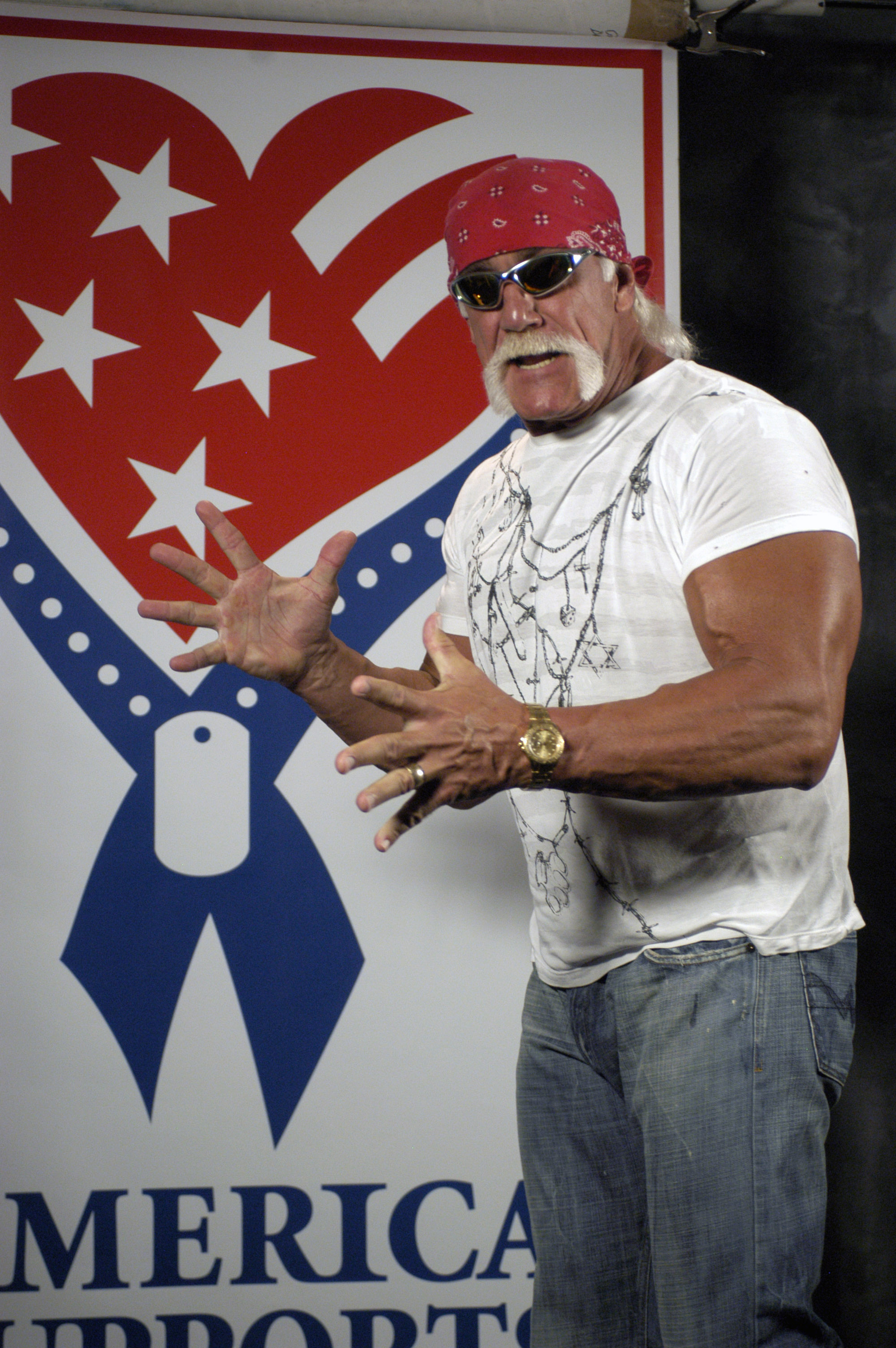
Hulk Hogan, który był kapitanem drużyny The Hulkamaniacs na Survivor Series

W kolejnym Survivor Series matchu zmierzyli się The Hulkamaniacs (WWF World Heavyweight Champion Hulk Hogan, WWF Tag Team Champions Demolition (Ax i Smash) i Jake Roberts) oraz Million $ Team (Ted DiBiase, Powers of Pain (The Warlord i The Barbarian) i Zeus). Zeus zaatakował sędziego w 3:21 minucie, więc został zdyskwalifikowany i wyeliminowany. Warlord go zastąpił w ringu i zaczął walczyć z Axem. Ten zaś dominował nad przebiegiem walki, dopóki menadżer Powers of Pain Mr. Fuji nie rozproszył go. Warlord wykorzystał to i przypiął rywala, zostawiając rezultat drużynowy 3-3. Tag teamowy partner Axa, Smash, wszedł do ringu, zaś Warlord zmienił się z Barbarianem. Smash próbował zrewanżować się za eliminację Axa, lecz został przypięty po flying clothesline, zostawiając Hulkamaniacs z dwoma członkami – Jakem Robertsem i Hulkiem Hoganem. Warlord i Barbarian wspólnie atakowali Hogana, więc zostali zdyskwalifikowani i wyeliminowali, pozostawiając Teda DiBiasego jako jedynego członka swej drużyny. Roberts dominował nad rywalem, lecz Virgil zainterweniował zwracając uwagę Robertsa. DiBiase wykorzystał to i przypiął Robertsa, pomagając przypierając stopami o liny. W walce zostali jedynie Hogan i DiBiase. Obaj kapitanowie swoich drużyn walczyli ze sobą, przy czym na koniec walki Hogan wymierzył leg drop i przypiął DiBiasego, wygrywając walkę dla swojej drużyny i będąc jedynym „ocalonym”.
W czwartym Survivor Series matchu zmierzyli się The Rude Brood (Rick Rude, Mr. Perfect i The Fabulous Rougeaus (Jacques i Raymond Rougeau)), a ich rywalami byli Roddy's Rowdies (Roddy Piper, Jimmy Snuka i The Bushwhackers (Butch i Luke)). Mający styl lotnika Jimmy Snuka oraz silny Jacques Rougeau rozpoczęli walkę. Snuka zakończył ich bitwę wykonując Superfly Splash i przypiął Jacques’a, eliminując go z walki. Jego brat i partner z Fabulous Rougeaus, Raymond, wkroczył do ringu i zaczął pojedynek z kapitanem Roddy's Rowdies', Roddym Piperem. Piper wymierzył Raymondowi piledriver i wyeliminował go, pozostawiając w Rude Brood jedynie Mr. Perfecta i kapitana Ricka Rude’a. Perfect miał push jako niepokonany wrestler od kiedy dołączył do WWF w 1988. Przypiął Bushwhackera Butcha przy pomocy roll-upa i go wyeliminował. Perfect zmienił się z Rudem, zaś Bushwhacker Luke nie miał więcej szczęścia od partnera, gdyż otrzymał Rude Awekening i został przypięty. Stan drużyn wynosił 2-2. Obaj kapitanowie, Rude i Piper, zostali odliczeni poza-ringowo z powodu bijatyki poza ringiem, więc w walce pozostali jedynie Perfect i Snuka. Snuka próbował wykonać ruch z górnej liny, lecz Perfect ostatecznie wykonał mu Perfectplex i przypiął go, wygrywając walkę dla swojej drużyny i będąc jedynym „ocalonym” dla Rude Brood.
Walką wieczoru był ostatni Survivor Series match pomiędzy The Ultimate Warriors (WWF Intercontinental Champion The Ultimate Warrior, The Rockers (Shawn Michaels i Marty Jannetty) i Jim Neidhart) oraz The Heenan Family (menedżer Bobby Heenan, The Colossal Connection (André the Giant i Haku) i Arn Anderson). Partner Arna Andersona z Brain Busters, Tully Blanchard, miał pojawić się na gali jako członek Heenan Family, lecz dzień wcześniej został zwolniony z WWF po wykryciu narkotyków w organizmie, więc Bobby Heenan go zastąpił. Na początku, tylko Neidhart, Jannetty i Michaels byli zaprezentowani jako face'owa drużyna. Kiedy Rockers weszli do ringu, Neidhart od razu zaatakował Heenana, podczas gdy Michaels i Jannetty skupili się na Andersonie i Haku. André zaczął przeganiać face’ów, po czym Warrior wbiegł na arenę, wskoczył do ringu i wykonał heelom clothesline'y, wyrzucając przy okazji André z ringu. André nie był w stanie wstać i wrócić do ringu, więc został odliczony, dając szybką przewagę dla drużyny Warriora. Później, Neidhart i Anderosn zaczęli krótką bijatykę, przez którą Anderson został wyrzucony na podłogę. Haku zaatakował Neidharta od tyłu i wykonał mu thrust kick, po czym przypiął i wyeliminował. Anderson i Haku używali serii drużynowych manewrów by zmęczyć Janetty’ego, po czym jeden z nich zmienił się z Heenanem i ten w łatwy sposób przypiął go, pozostawiając stan 3-2. Po tym jak Haku nie trafił swoim flying crossbody, Michaels skutecznie wykonał ów ruch i przypiął Haku. W tym momencie, Anderson zaczął ukazywać swoją wściekłość z powodu stanu rzeczy, lecz udało mu się wyeliminować Michaelsa po Anderson Dropie. Anderson miał krótką przewagę, gdyż Warrior popchnął Andersona w Heenana (który stał na krawędzi ringu), nokautując go. Warrior przypiął Andersona po kombinacji gorilla press drop i big splash. Heenan zaczął kłócić się z Andersonem, myśląc że ten odchodzi z walki, gdyż nie widział eliminacji w ringu. Warrior złapał Heenana, zaczął nim rzucać po ringu i nokautował dodając od siebie shoulder tackle oraz big splash, a na koniec przypiął go. Warrior wygrał walkę, zostając jedynym „ocalonym” z jego drużyny. Po walce, Warrior zaczął pozować w ringu ze swoim Intercontinental Championship, po raz jeszcze znokautował wycieńczonego Heenana, kończąc show.

## Wydarzenia po gali
The Ultimate Warrior miał udany pobyt w dywizji mid-cardowej w 1989, więc stał się main eventerem na Survivor Series. Jeszcze większym wydarzeniem dla niego była WrestleMania VI, na której pokonał Hulka Hogana zdobywając WWF World Heavyweight Championship w title vs. title matchu, gdzie WWF Intercontinental Championship należący do Warriora również był na szali.
André the Giant i Haku okazjonalnie byli razem w drużynie, do czasu Survivor Series. Po gali, ta dwójka uformowała tag team znany jako The Colossal Connection, byli oni częścią Heenan Family jako jego wypełnienie po opuszczeniu WWF przez Andersona i Blancharda. Dodatkowym powodem było słabnące zdrowie André z powodu jego gigantyzmu, więc młodszy Haku spędzał więcej czasu w ringu jako legalny wrestler. 13 grudnia 1989, André i Haku zdobyli WWF Tag Team Championship pokonując Demolition na tapingach telewizyjnych w Huntsville, Alabamie. Demolition skutecznie im się zrewanżowało, gdyż odzyskali tytuły na WrestleManii VI, a po walce André przeszedł faceturn.
Ostateczna konfrontacja pomiędzy Hoganem i Zeusem została umieszczona podczas grudniowego pay-per-view nazwanego No Holds Barred, gdzie aktor Tiny Lister – w charakterze „Zeusa” – był w tag teamie z Randym Savage’em, zaś Hoganowi towarzyszył Beefcake. W porównaniu z SummerSlam, walka miała dodatkową stypulację, gdyż dodano do niej stalową klatkę. Walkę wygrali Hogan i Beefcake.

## Wyniki walk
| Nr                                                                                    | Wyniki | Stypulacje                                               | Czas  |
| ------------------------------------------------------------------------------------- | --- | -------------------------------------------------------- | ----- |
| 1D                                                                                    | Boris Zhukov pokonał Paula Romę | Singles match                                            | −     |
| 2                                                                                     | The Dream Team (Dusty Rhodes, Brutus Beefcake, The Red Rooster i Tito Santana) pokonali The Enforcers (Big Boss Mana, Bad News Browna, Ricka Martela i The Honky Tonk Mana) (w/ Jimmy Hart i Slick)                                                          | Four-on-four Survivor Series elimination matchEliminacje | 22:02 |
| 3                                                                                     | The King’s Court (Randy Savage, Canadian Earthquake, Dino Bravo i Greg Valentine) (w/ Jimmy Hart i Sensational Queen Sherri) pokonali The 4x4s (Jima Duggana, Breta Harta, Ronniego Garvina i Herculesa)                                                     | Four-on-four Survivor Series elimination matchEliminacje | 23:25 |
| 4                                                                                     | The Hulkamaniacs (Hulk Hogan, Demolition (Ax i Smash) i Jake Roberts) pokonali The Million Dollar Team (Teda DiBiasego, The Powers of Pain (The Warlorda i The Barbariana) i Zeusa) (w/ Virgil i Mr. Fuji)                                                   | Four-on-four Survivor Series elimination matchEliminacje | 27:32 |
| 5                                                                                     | The Rude Brood (Rick Rude, Mr. Perfect i The Fabulous Rougeaus (Jacques Rougeau i Raymond Rougeau)) (w/ The Genius i Jimmy Hart) pokonali Roddy's Rowdies (Roddy’ego Pipera, Jimmy’ego Snukę i The Bushwhackers (Bushwhackera Butcha i Bushwhackera Luke’a)) | Four-on-four Survivor Series elimination matchEliminacje | 21:27 |
| 6                                                                                     | The Ultimate Warriors (The Ultimate Warrior, The Rockers (Shawn Michaels i Marty Jannetty) i Jim Neidhart) pokonali The Heenan Family (Bobby’ego Heenana, André the Gianta, Haku i Arna Andersona)                                                           | Four-on-four Survivor Series elimination matchEliminacje | 20:28 |
| (c) – mistrz/mistrzyni przed walkąD – walka była dark matchem (nietransmitowana w TV) | |                                                          |       |

### Rezultaty Survivor Series elimination matchów

#### Survivor Series elimination match #1
| Eliminacja Nr. | Wrestler                                        | Drużyna                                         | Wyeliminowany przez                             | Metoda eliminacji                                  | Czas                                            |
| -------------- | ----------------------------------------------- | ----------------------------------------------- | ----------------------------------------------- | -------------------------------------------------- | ----------------------------------------------- |
| 1              | Tito Santana                                    | The Dream Team                                  | Ricka Martela                                   | Przypięty za pomocą roll-upa                       | 09:15                                           |
| 2              | Bad News Brown                                  | The Enforcers                                   | −                                               | Odliczony po kłótni z Boss Manem i wyjściu z areny | 15:26                                           |
| 3              | Honky Tonk Man                                  | The Enforcers                                   | Brutusa Beefcake’a                              | Przypięty po high knee                             | 17:24                                           |
| 4              | Rick Martel                                     | The Enforcers                                   | Brutusa Beefcake’a                              | Przypięty za pomocą roll-upa                       | 20:13                                           |
| 5              | The Red Rooster                                 | The Dream Team                                  | Big Boss Mana                                   | Przypięty po Boss Man Slamie                       | 21:00                                           |
| 6              | Big Boss Man                                    | The Enforcers                                   | Dusty’ego Rhodesa                               | Przypięty po Flying Crossbody                      | 22:02                                           |
| Ocaleni:       | Dusty Rhodes i Brutus Beefcake (The Dream Team) | Dusty Rhodes i Brutus Beefcake (The Dream Team) | Dusty Rhodes i Brutus Beefcake (The Dream Team) | Dusty Rhodes i Brutus Beefcake (The Dream Team)    | Dusty Rhodes i Brutus Beefcake (The Dream Team) |

#### Survivor Series elimination match #2
| Eliminacja Nr. | Wrestler                                                 | Drużyna                                                  | Wyeliminowany przez                                      | Metoda eliminacji                                        | Czas                                                     |
| -------------- | -------------------------------------------------------- | -------------------------------------------------------- | -------------------------------------------------------- | -------------------------------------------------------- | -------------------------------------------------------- |
| 1              | Hercules                                                 | The 4x4s                                                 | Earthquake’a                                             | Przypięty po Earthquake Splash                           | 03:57                                                    |
| 2              | Greg Valentine                                           | The King’s Court                                         | Jima Duggana                                             | Przypięty po charging clothesline                        | 07:32                                                    |
| 3              | Ronnie Garvin                                            | The 4x4s                                                 | Dino Bravo                                               | Przypięty po side slamie                                 | 11:17                                                    |
| 4              | Bret Hart                                                | The 4x4s                                                 | Randy’ego Savage’a                                       | Przypięty po flying elbow dropie                         | 19:06                                                    |
| 5              | Jim Duggan                                               | The 4x4s                                                 | −                                                        | Odliczony po interwencji ze strony Queen Sherri          | 23:25                                                    |
| Ocaleni:       | Randy Savage, Earthquake i Dino Bravo (The King’s Court) | Randy Savage, Earthquake i Dino Bravo (The King’s Court) | Randy Savage, Earthquake i Dino Bravo (The King’s Court) | Randy Savage, Earthquake i Dino Bravo (The King’s Court) | Randy Savage, Earthquake i Dino Bravo (The King’s Court) |

#### Survivor Series elimination match #3
| Eliminacja Nr. | Wrestler                                 | Drużyna                       | Wyeliminowany przez           | Metoda eliminacji                                          | Czas                          |
| -------------- | ---------------------------------------- | ----------------------------- | ----------------------------- | ---------------------------------------------------------- | ----------------------------- |
| 1              | Zeus                                     | The Million $ Team            | −                             | Zdyskwalifikowany za atak na sędziego                      | 03:21                         |
| 2              | Ax                                       | The Hulkamaniacs              | The Warlorda                  | Przypięty po interwencji ze strony Mr. Fujiego             | 09:50                         |
| 3              | Smash                                    | The Hulkamaniacs              | The Barbariana                | Przypięty po flying clothesline                            | 13:42                         |
| 4 i 5          | The Powers of Pain (Warlord i Barbarian) | The Million $ Team            | −                             | Obaj zostali zdyskwalifikowani za podwójny atak na Hoganie | 19:51                         |
| 6              | Jake Roberts                             | The Hulkamaniacs              | Teda DiBiasego                | Przypięty po Fist Dropie                                   | 23:42                         |
| 7              | Ted DiBiase                              | The Million $ Team            | Hulka Hogana                  | Przypięty po leg dropie                                    | 27:32                         |
| Ocalony:       | Hulk Hogan (The Hulkamaniacs)            | Hulk Hogan (The Hulkamaniacs) | Hulk Hogan (The Hulkamaniacs) | Hulk Hogan (The Hulkamaniacs)                              | Hulk Hogan (The Hulkamaniacs) |

#### Survivor Series elimination match #4
| Eliminacja Nr. | Wrestler                     | Drużyna                      | Wyeliminowany przez          | Metoda eliminacji                            | Czas                         |
| -------------- | ---------------------------- | ---------------------------- | ---------------------------- | -------------------------------------------- | ---------------------------- |
| 1              | Jacques Rougeau              | The Rude Brood               | Jimmy’ego Snukę              | Przypięty po Superfly Splashu                | 04:01                        |
| 2              | Raymond Rougeau              | The Rude Brood               | Roddy’ego Pipera             | Przypięty po piledriverze                    | 07:30                        |
| 3              | Bushwhacker Butch            | Roddy's Rowdies              | Mr. Perfecta                 | Przypięty za pomocą roll-upa                 | 10:46                        |
| 4              | Bushwhacker Luke             | Roddy’s Rowdies              | Ricka Rude’a                 | Przypięty po Rude Awakening                  | 12:14                        |
| 5              | Rick Rude i Roddy Piper      | Rude Brood i Roddy's Rowdies | −                            | Podwójne wyliczenie za bijatykę poza ringiem | 18:35                        |
| 6              | Jimmy Snuka                  | Roddy's Rowdies              | Mr. Perfecta                 | Przypięcie po Perfect Plexie                 | 21:27                        |
| Ocalony:       | Mr. Perfect (The Rude Brood) | Mr. Perfect (The Rude Brood) | Mr. Perfect (The Rude Brood) | Mr. Perfect (The Rude Brood)                 | Mr. Perfect (The Rude Brood) |

#### Survivor Series elimination match #5
| Eliminacja Nr. | Wrestler                                     | Drużyna                                      | Wyeliminowany przez                          | Metoda eliminacji                                                     | Czas                                         |
| -------------- | -------------------------------------------- | -------------------------------------------- | -------------------------------------------- | --------------------------------------------------------------------- | -------------------------------------------- |
| 1              | André the Giant                              | The Heenan Family                            | −                                            | Odliczony poza-ringowo po byciu znokautowanym przez Ultimate Warriora | 00:27                                        |
| 2              | Jim Neidhart                                 | The Ultimate Warriors                        | Haku                                         | Przypięty po Thrust Kicku                                             | 03:32                                        |
| 3              | Marty Jannetty                               | The Ultimate Warriors                        | Bobby’ego Heenana                            | Przypięty po knee dropie                                              | 08:53                                        |
| 4              | Haku                                         | The Heenan Family                            | Shawna Michaelsa                             | Przypięty po Flying Crossbody                                         | 12:54                                        |
| 5              | Shawn Michaels                               | The Ultimate Warriors                        | Arna Andersona                               | Przypięty po Anderson Dropie                                          | 15:47                                        |
| 6              | Arn Anderson                                 | The Heenan Family                            | The Ultimate Warriora                        | Przypięty po Gorilla Press Slamie i splashu                           | 18:19                                        |
| 7              | Bobby Heenan                                 | The Heenan Family                            | The Ultimate Warriora                        | Przypięty po Gorilla Press Splashu                                    | 20:28                                        |
| Ocalony:       | The Ultimate Warrior (The Ultimate Warriors) | The Ultimate Warrior (The Ultimate Warriors) | The Ultimate Warrior (The Ultimate Warriors) | The Ultimate Warrior (The Ultimate Warriors)                          | The Ultimate Warrior (The Ultimate Warriors) |